# Владан Десница
Владан Десница (Задар, 17. септембар 1905 — Загреб, 4. март 1967) био је српски и југословенски књижевник и преводилац.

## Поријекло
Владан Десница рођен је у Задру у српској породици Десница, православне вероисповести. Његов отац је Урош Десница, а мајка Фани Десница, рођ. Луковић. Владан Десница је по бабиној линији потомак Стојана Митровића Јанковића (око 1635—1687), у српској народној песми познатог као Јанковић Стојан, вође српских котарских ускока у XVII веку, сердара Котара, каваљера св. Марка, коњичког капетана, заповедника тврђаве Островице.
Деснице су српска породица пореклом из Срба у Лици, одакле је прадеда Владана Деснице, Данило Десница, трговац и поседник, дошао у Обровац где му се родио син Владимир Десница (1850—1922) који је са Олгом Јанковић, кћерком грофа (conte veneto) Илије Деде-Јанковића (1818—1874), потомком Стојана Јанковића, познатим словенофилом, песником, прваком српског народа у Далмацији, имао сина Уроша Десницу, правника и члана Српске странке. Пошто је конте Илија Деде-Јанковић био последњи мушки изданак своје породице, Јанковиће су по његовој кћерки Олги, наследиле Деснице, целокупну имовину у Исламу Грчком, укључујући дворе Јанковића, породичну цркву, земљишне поседе и др.
Урош Десница се оженио са Фани Луковић, кћерком поморског капетана Ђуре Луковића из Прчња у Црној Гори. Урош Десница је са Фани Десница, рођ. Луковић имао сина Владана Десницу и кћерке Олгу и Наташу.

## Биографија
Владан Десница студирао је права и филозофију у Загребу и Паризу, дипломирао на загребачком Правном факултету 1930. Радио је као адвокат, а затим је прешао у државну службу. 1934. покренуо је књижевно-историјски годишњак „Магазин сјеверне Далмације“, који је уређивао две године и штампао ћирилицом у Сплиту. У њему је, између осталог, објавио два сопствена есеја „Један поглед на личност Доситејеву” (1933/34) и „Мирко Королија и његов крај” (1935). У периоду између 1935 и 1940. написао је збирку приповедака, коју је послао београдском издавачу Геци Кону. Збирка због почетка Другог светског рата није штампана, а сам рукопис је изгубљен.
Роман „Зимско љетовање“ објавио је 1950. У роману се приповеда о сукобу и неразумевању између сеоског становништва и грађана избеглица из Задра, који су се у сеоску средину склонили бежећи од бомбардовања њиховог града. Књижевна критика је негативно дочекала „Зимско љетовање”, јер су тон и визија света у њему били у супротности са владајућом комунистичком идеологијом и незваничним правилима на који начин се писало о Другом светском рату. Бранећи се од критика, Десница је написао текст „О једном граду и једној књизи“.. Потом излазе збирке приповедака „Олупине на сунцу” (Загреб, 1952), „Пролеће у Бадровцу” (1955), збирка песама „Слијепац на жалу” (Загреб, 1955) и збирка приповедака „Ту одмах поред нас” (Београд, 1956). Паралелно ради на свом роману Прољећа Ивана Галеба. Кад је дело завршено, у аутору се јавио страх да га нико неће хтети објавити, јер је по свему одударало од ондашње књижевне продукције. Издавачка кућа „Свјетлост” објављује роман у Сарајеву 1957. Наредне године дело осваја Змајеву награду. Главни јунак Иван Галеб је педесетогодишњи пропали виолиниста, који се налази у болници, где се буди из постоперационе наркозе. Он се у данима који следе сећа сопственог живота и рефлексивно медитира о различитим идејама (лепоти, уметности, власти, смрти, времену, итд).
Неке од његових приповедака имају антологијску вредност: Посјета, Прича о фратру са зеленом брадом, Флорјановић, Конац дана, Бунаревац, Солилоквији господина Пинка. У значајнија дела убраја се збирка песама Слијепац на жалу и драма Љестве Јаковљеве.
Бавио се и филмом, написао је сценарио за филм „Концерт“ 1954. По његовом сценарију је снимљен и филм „Првада“ 1962, а после његове смрти „Пред зору“ 1974. на основу истоимене новеле, која је реалистичка анализа градско-сеоских односа у оквиру ратних дешавања. 1974. по новели „Флоријановић“ снимљена је истоимена ТВ драма.
Десничина „Сабрана дјела” у четири књиге излазе у Загребу у издању „Просвјете” 1974. и 1975. Тада су објављена и нека дела која су остала у рукопису, као на пример, његов незавршени роман „Проналазак Атханатика”. У припреми је ново издање Десничиних Сабраних дјела у девет књига у издању Института за књижевност и уметност у Београду.
Десница је говорио пет језика и био је свестрано образован. Преводио је са италијанског, француског и руског.
У хрватским културним круговима постоје настојања да се Десница представи као примарно хрватски писац. Сам Десница је у писму председнику УКС Д. Јеремићу навео да духовно припада српској култури.
Од појединачних књижевна он је својим духовним наслеђем сматрао Симу Матавуља, Дантеа и Флобера, Доситеја Обрадовића и Његоша.
Владан Десница је сахрањен у српској православној црквици Светог Георгија поред двора Јанковић Стојана у Исламу Грчком. Цркву у којој је сахрањен су уништиле хрватске снаге током операције Масленица у јануару 1993. године.
Он и супруга Ксенија Царић имали су четворо дјеце.

## Насљеђе
Сматра се настављачем Симе Матавуља односно далматинске прозе.
Поводом стогодишњице Десничиног рођења у Библиотеци града Београда је 2005. организована изложба о његовом стваралаштву и животу.
Од 2016. у Србији се организује тродневна манифестација Десничини сусрети.
Улица на Звездари носи његово име од 2021. године.

## Дјела
Селективна библиографија Владана Деснице обухвата 202 библиографске јединице.
- Зимско љетовање, Загреб, 1950.[21]
- Олупине на сунцу, Загреб, 1952.[22]
- Концерт, сценарио за филм, 1954.[23]
- Прољеће у Бадровцу, Београд, 1955.[24]
- Слијепац на жалу, збирка пјесама, Загреб, 1956.[25]
- Ту, одмах поред нас, Београд, 1956.[26]
- Прољећа Ивана Галеба, Загреб и Сарајево, 1957.[27]
- Фратар са зеленом брадом, збирка приповјетки, Загреб, 1959.[28]
- Љестве Јаковљеве, психолошка драма, 1961.[29]
- Сабрана дјела I-IV, Загреб, 1975.
- Проналазак Атханатика [Брајево писмо]: недовршени роман, 1979.[30]
- Прогутане полемике, Београд, 2001.[31]
- Хотимично искуство: дискурзивна проза Владана Деснице I, Загреб, 2005.[32]
- Хотимично искуство: дискурзивна проза Владана Деснице II, Загреб, 2006.[33]